# Plodossovkhoz
Plodossovkhoz - Плодосовхоз (rus) és un poble (possiólok) de l'óblast de Penza (Rússia). El 2011 tenia 498 habitants.